# Meridiano 94 oeste
El meridiano 94 oeste de Greenwich es una línea de longitud que se extiende desde el Polo Norte atravesando el Océano Ártico, América del Norte, el Golfo de México, América Central, el Océano Pacífico, el Océano Antártico y la Antártida hasta el Polo Sur. 
El meridiano 94 oeste forma un gran círculo con el meridiano 86 este.

## De Polo Norte a Polo Sur
Comenzando desde el Polo Norte y en dirección hacia el Polo Sur, el meridiano 94 oeste pasa a través de:
| Coordenadas                       | País, territorio o mar | Notas |
| --------------------------------- | ---------------------- | --- |
| 90°0′N 94°0′O / 90.000, -94.000   | Océano Ártico          | |
| 81°21′N 94°0′O / 81.350, -94.000  | Canadá                 | Nunavut — Isla Axel Heiberg |
| 78°53′N 94°0′O / 78.883, -94.000  | Bahía Nórdica          | |
| 77°44′N 94°0′O / 77.733, -94.000  | Canadá                 | Nunavut — Isla Cornwall |
| 77°27′N 94°0′O / 77.450, -94.000  | Canal Belcher          | |
| 76°55′N 94°0′O / 76.917, -94.000  | Canadá                 | Nunavut — Isla Devon |
| 76°15′N 94°0′O / 76.250, -94.000  | Canal Wellington       | |
| 75°28′N 94°0′O / 75.467, -94.000  | Canadá                 | Nunavut — Isla Cornwallis |
| 74°39′N 94°0′O / 74.650, -94.000  | Canal Parry            | Estrecho de Barrow |
| 74°8′N 94°0′O / 74.133, -94.000   | Canadá                 | Nunavut — Isla Somerset |
| 72°10′N 94°0′O / 72.167, -94.000  | Golfo de Boothia       | Bahía Brentford |
| 71°48′N 94°0′O / 71.800, -94.000  | Canadá                 | Nunavut — Continental |
| 68°48′N 94°0′O / 68.800, -94.000  | Cuenca Basin           | |
| 68°27′N 94°0′O / 68.450, -94.000  | Canadá                 | Nunavut — Continental |
| 61°5′N 94°0′O / 61.083, -94.000   | Bahía de Hudson        | |
| 58°46′N 94°0′O / 58.767, -94.000  | Canadá                 | Manitoba Ontario — 53°32′N 94°0′O / 53.533, -94.000 |
| 48°39′N 94°0′O / 48.650, -94.000  | Estados Unidos         | Minnesota Iowa — 43°30′N 94°0′O / 43.500, -94.000 Missouri — 40°34′N 94°0′O / 40.567, -94.000 Arkansas —36°30′N 94°0′O / 36.500, -94.000 Louisiana — 33°1′N 94°0′O / 33.017, -94.000 Texas — 31°58′N 94°0′O / 31.967, -94.000 |
| 29°40′N 94°0′O / 29.667, -94.000  | Golfo de México        | |
| 18°15′N 94°0′O / 18.250, -94.000  | México                 | Tabasco Veracruz — 17°50′N 94°0′O / 17.833, -94.000 Oaxaca — 17°9′N 94°0′O / 17.150, -94.000 Chiapas — 16°48′N 94°0′O / 16.800, -94.000                                                                                       |
| 16°0′N 94°0′O / 16.000, -94.000   | Océano Pacífico        | |
| 60°0′S 94°0′O / -60.000, -94.000  | Océano Antártico       | |
| 72°31′S 94°0′O / -72.517, -94.000 | Antártida              | Reclamaciones territoriales en la Antártida |

## Información complementaria
- Datos: Q2705890